# Technomyrmex difficilis
Technomyrmex difficilis é uma espécie de formiga do gênero Technomyrmex.